# St. Emmeram (Gersthofen)

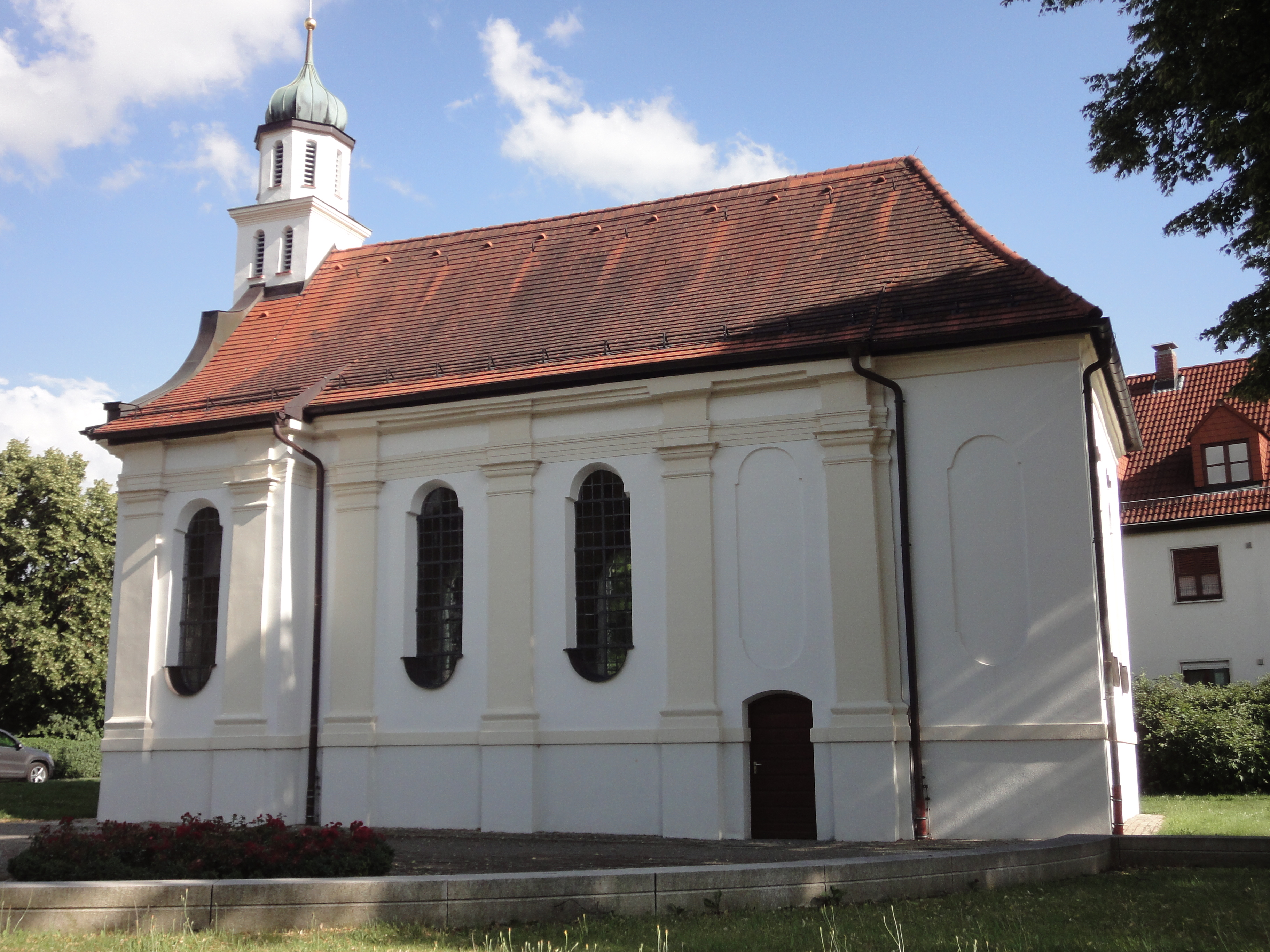
Nordansicht von St. Emmeram

St. Emmeram ist eine römisch-katholische Kapelle in Gersthofen im Landkreis Augsburg (Bayern). Sie ist als Baudenkmal geschützt.

## Geschichte
Der Vorgängerbau der heutigen Kapelle entstand südlich von Gersthofen am linken Lechufer, damals noch außerhalb des Ortes und wurde dem hl. Emmeram von Regensburg als Beschützer vor Hochwasser geweiht. Aufgrund einer Erwähnung von 1604 lässt sich die alte Kapelle auf das 16. Jahrhundert datieren. Nach einem zerstörerischen Hochwasser wurde sie 1671 neu erbaut und 1714 wiederum stark beschädigt. Darauf entschloss man sich die Kapelle an ihren heutigen Standort zu verlegen.
Der Neubau entstand bis etwa 1722 vermutlich nach Plänen des Augsburger Baumeisters Johann Paulus. Die Weihe erfolgte 1730 durch Weihbischof Johann Jakob von Mayr. Die Kapelle wurde im späten 19. Jahrhundert nach Westen verlängert. 1968/69 erfolgte eine gründliche Umgestaltung des Innenraums. 2007/08 renovierte die Stadt Gersthofen als Eigentümer das Gebäude.

## Architektur
Die Kapelle besitzt über einem kreuzförmigen Grundriss einen pilastergegliederten, großfenstrigen Saalbau mit abgewalmten Satteldach und einem Giebeltürmchen, dass über einen quadratischen Grundriss und eine zweite oktogonale Etage zu einer mit Kupfer beschlagenen Zwiebelhaube aufsteigt.

## Ausstattung
Ein Gemälde am nördlichen Ende des Triumphbogens, vermutlich das ursprüngliche Hochaltarbild, erinnert an das Martyrium des hl. Emmeram. Der Altar im eingezogenen, apsidalen Chorraum wird dem Vorgängerbau von 1671 zugerechnet. Am Westende befindet sich seit der Erweiterung um eine Fensterreihe eine konvex geschwungene Empore. Die Fresken im Langhaus wurden 1926 von Georg Kultruff geschaffen. 2008 spendete im Zuge der Renovierungsarbeiten ein anonymer Bürger der Kapelle eine Orgel im Wert von 30.000 Euro.

## Geläut
Im Turm hängt die älteste Glocke Gersthofens. Sie wurde 1611 von dem Augsburger Glockengießer Wolfgang Neidhardt gegossen und hat einen Durchmesser von 46,5 cm und eine Höhe von 40 cm. Die Schulterinschrift lautet: WOLFFGANG NEIDHARDT IN AVGSPVRG GOS MICH ANNO 1611. Die Reliefs zeigen auf der Flanke eine Muttergottes im Strahlenkranz, den hl. Jakobus maior, Kronenbügel und auf der Vorderseite einen Frauenkopf mit Kopftuch. Der Kirchenpatron der Pfarrkirche St. Jakobus major weist auf den ursprünglichen Bestimmungsort der Glocke hin.